# Echipa națională de fotbal a Irlandei de Nord
Echipa națională de fotbal a Irlandei de Nord reprezintă Irlanda de Nord în competițiile internaționale. A participat de 3 ori la Campionatul Mondial de Fotbal în 1958 și 1982 ajungând în sferturile de finală.

## Palmares
- Campionatul Mondial de Fotbal

| Țară(i) gazdă / An | Rundă            | Poziția          | MJ               | C                | E*               | P                | GM               | GP               |
| ------------------ | ---------------- | ---------------- | ---------------- | ---------------- | ---------------- | ---------------- | ---------------- | ---------------- |
| 1930 - 1938        | Nu a participat  | Nu a participat  | Nu a participat  | Nu a participat  | Nu a participat  | Nu a participat  | Nu a participat  | Nu a participat  |
| 1950 - 1954        | Nu s-a calificat | Nu s-a calificat | Nu s-a calificat | Nu s-a calificat | Nu s-a calificat | Nu s-a calificat | Nu s-a calificat | Nu s-a calificat |
| 1958               | Sferturi         | 7                | 5                | 2                | 1                | 2                | 6                | 10               |
| 1962 - 1978        | Nu s-a calificat | Nu s-a calificat | Nu s-a calificat | Nu s-a calificat | Nu s-a calificat | Nu s-a calificat | Nu s-a calificat | Nu s-a calificat |
| 1982               | A doua fază      | 9                | 5                | 1                | 3                | 1                | 5                | 7                |
| 1986               | Faza Grupelor    | 21               | 3                | 0                | 1                | 2                | 2                | 6                |
| 1990 - 2014        | Nu s-a calificat | Nu s-a calificat | Nu s-a calificat | Nu s-a calificat | Nu s-a calificat | Nu s-a calificat | Nu s-a calificat | Nu s-a calificat |
| Total              | 3/20             |                  | 13               | 3                | 5                | 5                | 13               | 23               |

- Campionatul European de Fotbal

| Țară(i) gazdă / An | Rundă            | Poziția          | MJ               | V                | E*               | Î                | GS               | GA               |
| ------------------ | ---------------- | ---------------- | ---------------- | ---------------- | ---------------- | ---------------- | ---------------- | ---------------- |
| 1960               | Nu a participat  | Nu a participat  | Nu a participat  | Nu a participat  | Nu a participat  | Nu a participat  | Nu a participat  | Nu a participat  |
| 1964 - 2012        | Nu s-a calificat | Nu s-a calificat | Nu s-a calificat | Nu s-a calificat | Nu s-a calificat | Nu s-a calificat | Nu s-a calificat | Nu s-a calificat |
| 2016               | Optimi           |                  | 4                | 1                | 0                | 3                | 2                | 4                |
| Total              | 1/15             |                  | 4                | 1                | 0                | 3                | 2                | 4                |

## Jucători
| Nr. | Poz. | Jucător         | Data nașterii (vârsta)         | Selecții | Goluri | Club                         |
| --- | ---- | --------------- | ------------------------------ | -------- | ------ | ---------------------------- |
|     | P    | Trevor Carson   | 5 martie 1988 (37 de ani)      | 0        | 0      | Sunderland                   |
|     | P    | Maik Taylor     | 4 septembrie 1971 (53 de ani)  | 84       | 0      | Birmingham City              |
|     | P    | Jonathan Tuffey | 20 ianuarie 1987 (38 de ani)   | 5        | 0      | Inverness Caledonian Thistle |
|     | F    | Chris Baird     | 25 februarie 1982 (43 de ani)  | 45       | 0      | Fulham                       |
|     | F    | Stephen Craigan | 29 octombrie 1976 (48 de ani)  | 49       | 0      | Motherwell                   |
|     | F    | Jonny Evans     | 3 ianuarie 1988 (37 de ani)    | 21       | 1      | Manchester United            |
|     | F    | Aaron Hughes    | 8 noiembrie 1979 (45 de ani)   | 71       | 0      | Fulham                       |
|     | F    | Gareth McAuley  | 5 decembrie 1979 (45 de ani)   | 22       | 1      | Ipswich Town                 |
|     | F    | Ryan McGivern   | 8 ianuarie 1990 (35 de ani)    | 11       | 0      | Manchester City              |
|     | M    | Chris Brunt     | 14 decembrie 1984 (40 de ani)  | 26       | 1      | West Bromwich Albion         |
|     | M    | Sammy Clingan   | 13 ianuarie 1984 (41 de ani)   | 25       | 0      | Coventry City                |
|     | M    | Steven Davis    | 1 ianuarie 1985 (40 de ani)    | 41       | 2      | Rangers                      |
|     | M    | Corry Evans     | 30 iulie 1990 (34 de ani)      | 5        | 0      | Manchester United            |
|     | M    | Johnny Gorman   | 26 octombrie 1992 (32 de ani)  | 3        | 0      | Wolverhampton Wanderers      |
|     | M    | Grant McCann    | 14 aprilie 1980 (44 de ani)    | 29       | 4      | Peterborough United          |
|     | M    | Oliver Norwood  | 12 aprilie 1991 (33 de ani)    | 1        | 0      | Manchester United            |
|     | A    | Warren Feeney   | 17 ianuarie 1981 (44 de ani)   | 34       | 5      | Oldham                       |
|     | A    | David Healy     | 5 august 1979 (45 de ani)      | 81       | 35     | Sunderland                   |
|     | A    | Kyle Lafferty   | 16 septembrie 1987 (37 de ani) | 25       | 7      | Rangers                      |
|     | A    | Andrew Little   | 12 mai 1989 (35 de ani)        | 7        | 0      | Rangers                      |
|     | A    | Martin Paterson | 10 mai 1987 (37 de ani)        | 12       | 0      | Burnley                      |
|     | A    | Rory Patterson  | 1 ianuarie 1986 (39 de ani)    | 3        | 0      | Plymouth Argyle              |

### Selecționați recent
| Nr. | Poz. | Jucător          | Data nașterii (vârsta)         | Selecții | Goluri | Club                 |
| --- | ---- | ---------------- | ------------------------------ | -------- | ------ | -------------------- |
|     | P    | Alan Blayney     | 10 septembrie 1981 (43 de ani) | 2        | 0      | Linfield             |
|     | P    | Alan Mannus      | 19 mai 1982 (42 de ani)        | 4        | 0      | Shamrock Rovers      |
|     | P    | Michael McGovern | 12 iulie 1984 (40 de ani)      | 1        | 0      | Ross County          |
|     | F    | Colin Coates     | 26 octombrie 1985 (39 de ani)  | 2        | 0      | Crusaders            |
|     | F    | Rory McArdle     | 1 mai 1987 (37 de ani)         | 1        | 0      | Aberdeen             |
|     | F    | George McCartney | 4 mai 1981 (43 de ani)         | 34       | 1      | Sunderland           |
|     | M    | Kevin Braniff    | 4 martie 1983 (42 de ani)      | 1        | 0      | Portadown            |
|     | M    | Michael Bryan    | 21 februarie 1990 (35 de ani)  | 1        | 0      | Watford              |
|     | M    | Robert Garrett   | 5 mai 1988 (36 de ani)         | 2        | 0      | Linfield             |
|     | M    | Damien Johnson   | 18 noiembrie 1978 (46 de ani)  | 56       | 0      | Plymouth Argyle      |
|     | M    | Pat McCourt      | 16 decembrie 1983 (41 de ani)  | 3        | 0      | Celtic               |
|     | M    | Niall McGinn     | 20 iulie 1987 (37 de ani)      | 7        | 0      | Celtic               |
|     | M    | Jamie Mulgrew    | 5 iunie 1986 (38 de ani)       | 1        | 0      | Linfield             |
|     | M    | Michael O'Connor | 6 octombrie 1987 (37 de ani)   | 9        | 0      | Scunthorpe United    |
|     | M    | Dean Shiels      | 1 februarie 1985 (40 de ani)   | 9        | 0      | Doncaster Rovers     |
|     | M    | Jamie Ward       | 12 mai 1986 (38 de ani)        | 0        | 0      | Sheffield United     |
|     | A    | Billy Kee        | 1 decembrie 1990 (34 de ani)   | 0        | 0      | Torquay United       |
|     | A    | Andy Kirk        | 29 mai 1979 (45 de ani)        | 9        | 0      | Dunfermline Athletic |
|     | A    | James Lawrie     | 18 decembrie 1990 (34 de ani)  | 2        | 0      | AFC Telford United   |
|     | A    | Josh Magennis    | 15 august 1990 (34 de ani)     | 1        | 0      | Aberdeen             |